# Carolus Sigonius
Carolus Sigonius (Mòdena, 1524 - idem. 27 d'agost, 1584), fou un professor universitari, Historiador i pedagog italià.
Va estudiar al Liceu de Mòdena, on va aprendre el grec del savi cretenc Franciscus Portus; va cursar medicina i filosofia a la Universitat de Bolonya; d'allà va passar a Pavia i el 1545 va entrar al servei del cardenal Grimani. El 1546 va anar a Mòdena a ocupar la càtedra vacant per la mort de Portus; i el 1552 la de literatura de Venècia; el 1560 la de retòrica a Pàdua i el 1563 a Bolonya. El 1579 va visitar el papa Gregori XIII, de qui havia rebut l'encàrrec de continuar la Història eclesiàstica de Panvinio. Durant els darrers anys de la seva vida es va retirar a la seva finca de Mòdena.

## Anàlisi sobre la seva obra
Els crítics moderns estan d'acord a considerar Sigonius com un dels millors humanistes de la seva època, només rellevant per Scaligero. Tiraboschi diu, referint-se a la seva obra sobre la dominació dels llombards a Itàlia, que ningú havia gosat penetrar abans que ell en aquell horrible desert. Els seus estudis van obrir noves perspectives a la història clàssica, donant-se el cas corrent que moltes de les seves observacions, en comptes de ser rectificades, són corroborades per la investigació històrica moderna.
La seva obra està escrita en bon llatí clàssic, i son les més importants:
- Regum, consulum, dictatorum ac censorum romanorum fasti, una cun actio triumphorum (Mòdena, 1550), edició dels famosos Fastos, d'interès extraordinari per a la historia de Roma;
- De nominibus Romanorum (Venecia, 1553);
- De antiquo jure civium romanorum; de antiquo jure Italiae; de antiquo jure provinciarum (Venecia, 1560);
- De judiciis Romanorum (Bolonya, 1574);
- De regno Italiae (Venecia, 1580), empres erudita a la que consagrà gran part de la seva vida
- De occidentali Imperio, avarca de l'any 281 al 505 (Bolonya, 1577);
- Historiarum bononensium libri VI, que comprèn fins a l'any 1257 (Bolonya, 1578);
- De episcopis bononiensibus (Bolonya, 1586).

A banda d'aquestes obres, destinades a la història antiga d'Itàlia, hi ha de Sigonius:
- Fragmenta e libris deperditis Ciceronis (1559);
- Orationes VII (1560;
- De dialogo (1561);
- Disputationum patavinarum libri duo (1562);
- De republica Atheniensium, etc., (1564);
- De vita et rebus gestis P. Scipionis Aemiliani (1569);
- De republica Hebraeorum (1582);

La seva edició de Titus Livi; una traducció llatina de la Retòrica d'Aristòtil, i per acabar, la Història de l'Església (Milà, 1732), que arriba fins a l'any 311. Les Obres de Sigonius foren reunides per Argelati (Milà, 1732/37), amb de Muratori i notes, a més, de Stampa, Sassi, Maffei i altres. En els Thesauri de Gronovius i de Johann Georg Graevius si van incloure alguns treballs de Sigonius.